# Tour de France 2017
Le Tour de France 2017 est la 104e édition du Tour de France cycliste. Il part de Düsseldorf en Allemagne le 1er juillet 2017 et s'achève sur l'avenue des Champs-Élysées à Paris le 23 juillet pour un total de 3 540 km répartis en 21 étapes. Un total de 198 coureurs au sein de 22 équipes participent à cette course.
Ce tour est remporté par Christopher Froome qui gagne l'épreuve pour la quatrième fois sans pour autant remporter la moindre étape lors de cette édition. Rigoberto Urán (2e) et Romain Bardet (3e) chacun vainqueur d'une étape complètent le podium. Le classement par points est remporté par Michael Matthews tandis que son équipier Warren Barguil est le meilleur grimpeur et se voit également attribuer le prix du super-combatif. Simon Yates, 7e du classement général, est le meilleur jeune de ce Tour comme son frère Adam l'année précédente. Le classement par équipes est remporté par l'équipe Sky qui compte notamment Christopher Froome et Mikel Landa, 4e du général.

## Parcours

### Généralités
La 104e édition du Tour de France prend son départ le samedi 1er juillet 2017 à Düsseldorf, en Allemagne, pour un contre-la-montre individuel de 14 kilomètres. Les coureurs parcourent 3 540 kilomètres en vingt-et-une étapes. Il y a deux jours de repos : les 10 et 17 juillet. L'avant-dernière étape est également un contre-la-montre individuel,. Le Tour de France emprunte les cinq massifs majeurs de l'Hexagone : les Vosges, le Jura, les Pyrénées, le Massif central, et les Alpes. La première fois depuis 25 ans. Pour la troisième année consécutive, la course aborde les Pyrénées avant les Alpes.

### Un Grand Départ allemand 30 ans après Berlin

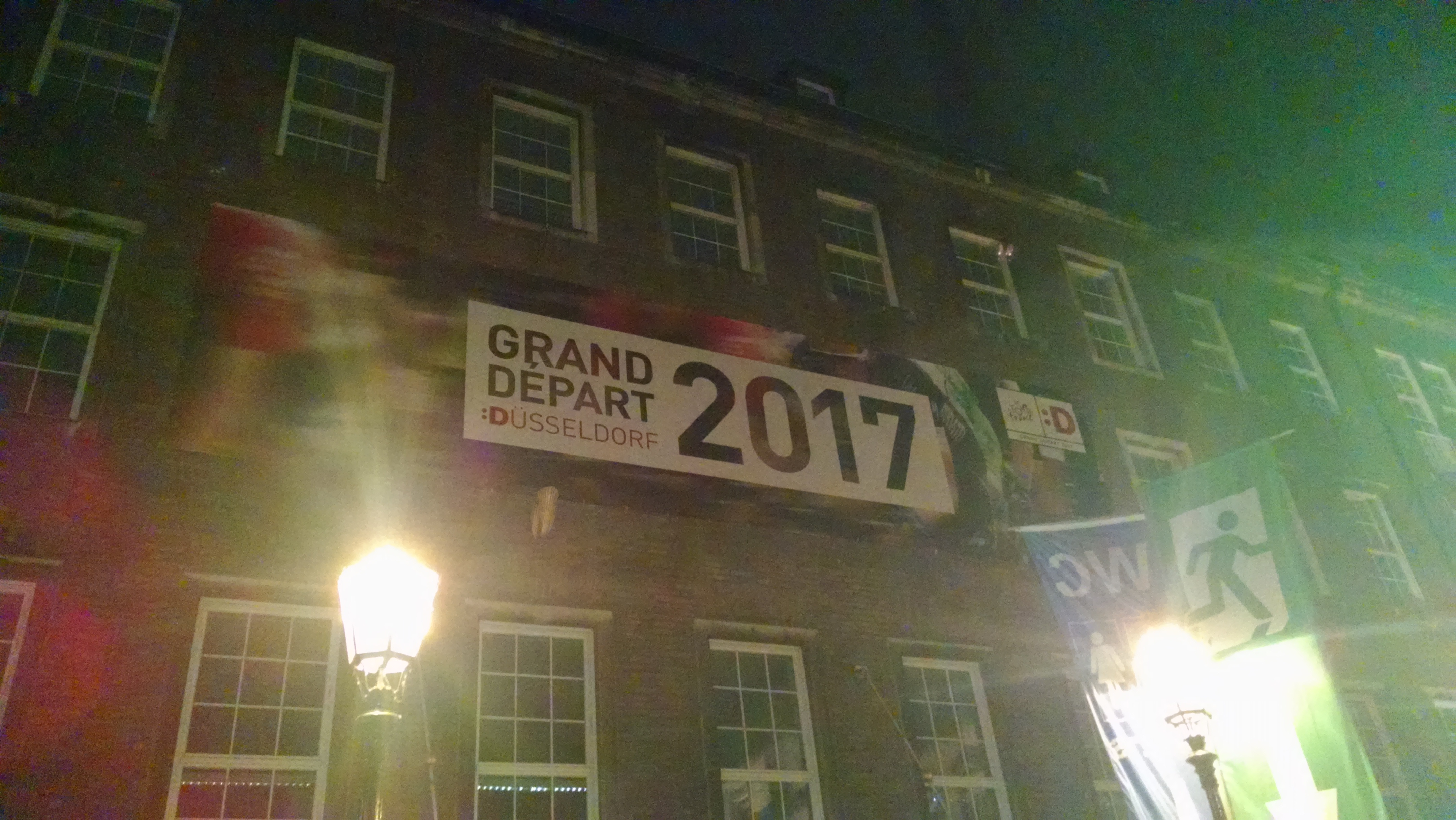
Panneau à Düsseldorf annonçant le grand départ du Tour.

Initialement, le Grand Départ devait avoir lieu à Londres mais la ville s'est désistée quelques mois avant l'annonce officielle,.
Pour le Grand Départ, la ville de Düsseldorf a finalement été sélectionnée. Il s'agit du quatrième Tour dont le départ est organisé en Allemagne après Cologne en 1965, Francfort en 1980 et Berlin-Ouest en 1987. Düsseldorf est seulement distante de 200 kilomètres d'Utrecht, où avait débuté l'épreuve en 2015. Le Grand Départ est une étape contre la montre, d'une longueur de 13 km. Le Tour ne reste qu'une journée et demie en Allemagne, puisque la deuxième étape, partant également de Düsseldorf, se dirige vers l'ouest pour rallier la Belgique. 
Ce départ en Allemagne marque un regain d'intérêt pour le cyclisme dans ce pays. En effet, à la suite de plusieurs affaires de dopage, les médias allemands s'étaient désintéressés du cyclisme en cessant notamment la diffusion télévisée du Tour de France pendant plusieurs années.

### Première semaine: Ardennes, Vosges et Jura
L'arrivée en Belgique se fait à Liège, pour une étape dévolue aux sprinteurs. La troisième étape traverse quatre pays : la Belgique, l'Allemagne, le Luxembourg, avant d'arriver en France à Longwy pour un final d'étape en bosse favorable aux puncheurs. Le peloton repart ensuite du Luxembourg, à Mondorf-les-Bains, pour rallier une autre ville thermale, Vittel, dont l'eau minérale éponyme est partenaire du Tour de France.
C'est de cette même ville que part la première étape décisive pour le classement général, en abordant les Vosges. La ligne terminale est tracée à la Planche des Belles Filles en Haute-Saône, qui est devenue en seulement quelques années un incontournable du Tour. Il s'agit d'une étape en format « course de côte », la montée vers la station étant la seule difficulté majeure de l'étape. Vesoul, préfecture de la Haute-Saône, accueille le départ de la sixième étape vers Troyes, avant de redescendre vers le sud pour atteindre Nuits-Saint-Georges. Les deux étapes sont promises aux sprinteurs.
Le week-end propose des difficultés répertoriées pour le classement de la Montagne toutes situées dans le massif du Jura avec une première étape entre Dole et la station des Rousses, avec une étape montant progressivement en difficulté et proposant un final plus difficile que l'étape de 2010, avec la montée inédite de la Combe de Laisia-les-Molunes. Enfin, le dimanche propose une étape atypique sur le Tour entre Nantua et Chambéry. Le peloton doit affronter les trois montées les plus difficiles du Jura, toutes classées hors catégorie : l'inédit col de la Biche, le versant le plus difficile du col du Grand Colombier, et le retour d'un monstre oublié du Tour, le mont du Chat, qui avait vu Raymond Poulidor lâcher Eddy Merckx en 1974,.

### Deuxième semaine: Périgord, Pyrénées et Massif central
La course réalise alors un transfert jusqu'en Dordogne pour sa première journée de repos. La course reprend le mardi 11 juillet pour une étape entre Périgueux et Bergerac, mais contrairement au Tour 2014, il s'agit d'une étape en ligne. Eymet est le départ de la onzième étape qui rallie la ville de Pau, qui n'avait plus connu une arrivée depuis cinq ans. C'est alors que les coureurs abordent le diptyque pyrénéen : la première étape, une des plus longues de cette édition avec 214 kilomètres, atteint la station de Peyragudes en franchissant le col des Ares et le col de Menté, le Port de Balès qui fête ses 10 ans d'apparition sur le Tour, avant le franchissement du col de Peyresourde et un final dans la station différent de celui de 2012 : cette fois, les coureurs gravissent la piste de l'altiport, où a été tournée 20 ans plus tôt la scène d'ouverture du film Demain ne meurt jamais.
La deuxième étape de ce duo pyrénéen, le vendredi 14 juillet, est l'étape en ligne la plus courte de cette édition avec seulement 100 kilomètres intégralement tracés dans l'Ariège. Au programme, trois cols après le départ de Saint-Girons : le col de Latrape, le difficile col d'Agnes et le col de Péguère avant l'arrivée à Foix. L'étape de transition entre Blagnac et Rodez reprend le même final que l'édition 2015. Enfin, pour la fin de la deuxième semaine, c'est le Massif central qui est à l'honneur dans une étape de moyenne montagne comportant deux montées majeures inédites : celle de Naves d'Aubrac, et le col de Peyra Taillade, avant un final complexe vers Le Puy-en-Velay, qui obtient une arrivée, une journée de repos, et un départ d'étape.

### Troisième semaine: des Alpes à la Méditerranée, jusqu'aux Champs-Élysées
À l'issue de la journée de repos, le peloton rallie à l'issue d'une étape de plaine dévouée aux sprinteurs la ville de Romans-sur-Isère. C'est alors qu'ils attaquent les Alpes par deux étapes, contenant seulement cinq cols au total. La première étape part de La Mure dans le département de l'Isère, et emprunte les cols d'Ornon, de la Croix-de-Fer et du Galibier, plus franchi depuis 2011, pour atteindre la station de Serre Chevalier. La deuxième étape quant à elle débute à Briançon pour une étape en forme de boucle, descendant jusqu'au lac de Serre-Ponçon, puis remontant la vallée de l'Ubaye pour gravir le col de Vars, pour ainsi repartir vers le nord en direction d'Arvieux pour atteindre le col d'Izoard, où est jugée l'arrivée. Ce tracé est également celui de la cyclosportive de l'Étape du Tour.
Suit alors une ultime étape de transition à travers la Provence entre Embrun et Salon-de-Provence, avant le contre-la-montre situé à Marseille, capitale européenne du sport en 2017. L'itinéraire part et arrive au stade Vélodrome. Il passe au niveau des plages du Prado, la Corniche, fait le tour du Vieux-Port avant de faire demi-tour au niveau du MuCEM et de la cathédrale de la Major. Sur le final, le parcours emprunte les pentes menant à Notre-Dame-de-la-Garde, notamment le boulevard André-Aune. À l'issue de cette pénultième étape, le Tour réalise l'un des plus imposants transferts de son histoire, réalisant près de 750 km en moins de 24 heures.
L'étape francilienne, partant de Montgeron dans le département de l'Essonne, ville-départ historique du premier Tour de France et du Tour du Centenaire, vise à promouvoir la candidature de Paris pour l'organisation des Jeux Olympiques de 2024 en passant par les sites sportifs. L'épreuve passe par les Invalides, ainsi qu'à l'intérieur du bâtiment du Grand Palais, une « première » , avant de rejoindre le circuit final des Champs-Élysées. À noter également que Marseille, ville-étape de la veille, accueillerait les épreuves de voile des Jeux.

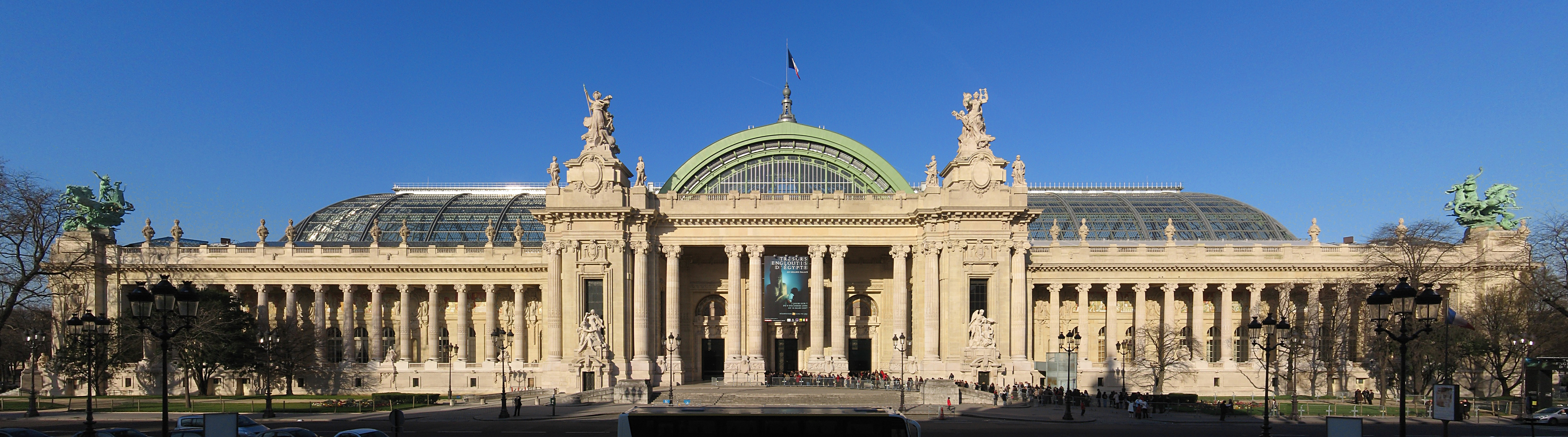
L'épreuve cycliste traverse le Grand Palais pour la première fois.

## Participants

### Équipes
| WorldTeams (18)- AG2R La Mondiale - Astana - Bahrain-Merida - BMC Racing Team - Bora-Hansgrohe - Cannondale-Drapac - Dimension Data - FDJ - Katusha-Alpecin - Lotto NL-Jumbo - Lotto-Soudal - Movistar Team - Orica-Scott - Quick-Step Floors - Sky - Team Sunweb - Trek-Segafredo - UAE Team Emirates Équipes continentales professionnelles (4)- Cofidis, Solutions Crédits - Direct Énergie - Fortuneo-Oscaro - Wanty-Groupe Gobert |
| |

### Liste des participants
La liste des participants au Tour de France 2017 est entièrement connue le mardi 27 juin 2017, mais la cérémonie de présentation des coureurs se déroule le jeudi 29 juin à Düsseldorf. Entre ces deux dates, Geoffrey Soupe, « fatigué », est remplacé par Nicolas Edet pour compléter l'effectif de la formation Cofidis. Le coureur portugais de la formation Trek-Segafredo, André Cardoso est provisoirement suspendu à la suite d'un contrôle antidopage positif à l'EPO le 27 juin, il est immédiatement remplacé par Haimar Zubeldia qui est donc le vétéran de ce Tour 2017.

### Favoris

#### Pour le classement général
Le principal favori à la victoire sur ce Tour de France est le double tenant du titre, Christopher Froome. C'est sa sixième participation consécutive à l'épreuve. Sur les cinq précédentes, il a remporté la course trois fois, a terminé deuxième en 2012 pour permettre à son coéquipier, Bradley Wiggins, de l'emporter et a abandonné à la suite de multiples chutes en 2014. De plus, il n'est accompagné que d'un seul ancien vainqueur du Tour de France cette année, l'Espagnol de la Trek-Segafredo, Alberto Contador, vainqueur en 2007 et en 2009 et qui prend part à son dernier Tour de France. Son plus grand avantage est de bénéficier d'une équipe programmée pour l'aider à remporter cette épreuve, la formation britannique de la Sky. Son manque de résultat depuis le début de la saison 2017 le rend toutefois plus vulnérable que les années précédentes.
Les coureurs considérés comme les principaux rivaux de Froome sont Richie Porte, Nairo Quintana, Romain Bardet, Alberto Contador, Fabio Aru. Ancien équipier de Froome, aujourd'hui chez BMC, Porte a certes perdu le Critérium du Dauphiné au profit du Danois Jakob Fuglsang lors de l'étape finale, mais il a dominé Froome notamment lors du contre-la-montre, et a semblé quasi-imbattable depuis le début de la saison. Bardet, dauphin de Froome l'an dernier, semble en mesure de succéder à Bernard Hinault mais va devoir compenser le temps qu'il devrait perdre sur les deux contre-la-montre au programme. Pour cela, il pourra compter sur une équipe AG2R La Mondiale entièrement dévouée à sa cause, composée entre autres du Suisse Mathias Frank et du jeune Français Pierre Latour. Après avoir remporté le Giro 2014 et la Vuelta 2016, Quintana (Movistar) a tenté de réaliser un doublé Tour d'Italie-Tour de France. Il a manqué ce défi, terminant deuxième du Giro. Sur ce Tour, il va devoir composer avec la fatigue accumulée lors de cette course. Lors de chacune de ses participations précédentes (en 2013, 2015 et 2016), remportées par Froome, il a terminé sur le podium. Pour Contador, cette édition est sa toute dernière chance de gagner un 3e Tour de France. Enfin, Fabio Aru, vainqueur de la Vuelta 2015, tentera de faire mieux que lors du Tour 2016 qu'il avait terminé à la treizième place. Il devait participer au Giro, mais a dû faire face à une blessure au genou droit à quelques semaines du départ. La grande inconnue est donc sa forme physique, puisque le Tour ne faisait pas partie de sa préparation initiale. Il est notamment accompagné sur ce Tour par Fuglsang, récent vainqueur du Critérium du Dauphiné.
Pour les principaux outsiders, nous pouvons citer le Colombien d'Orica-Scott, Esteban Chaves, bien qu'il revienne d'une blessure à un genou, l'Anglais Simon Yates, également chez Orica-Scott, le Polonais Rafał Majka (Bora-Hansgrohe), l'Irlandais Dan Martin pour la Quick-Step Floors, l'Espagnol Ion Izagirre (Bahrain-Merida), le Français de la FDJ, Thibaut Pinot, qui vise cependant les victoires d'étapes plutôt le classement général, l'Espagnol Alejandro Valverde, équipier de Quintana chez Movistar, ou Fuglsang,.

#### Pour le classement par points
Pour le maillot vert, un seul nom ressort, celui de Peter Sagan. Cette année, il a l'occasion d'égaler la légende Erik Zabel, en remportant pour la 6e fois consécutive le classement par points aux Champs-Élysées. Il aura le soutien d'un coéquipier particulier, son grand frère Juraj.
Si peu de favoris apparaissent, on compte beaucoup d'outsiders. Le classement par points quittera la Slovaquie si un coureur se révèle ou si Peter Sagan produit une contreperformance ou s'il est contraint à l'abandon. Rick Zabel pourrait permettre à son père de rester seul détenteur du record de maillots verts encore une année, même si le sprinteur désigné de la Katusha-Alpecin reste le Norvégien Alexander Kristoff. Les Allemands André Greipel, John Degenkolb et Marcel Kittel pourraient aussi briller dans ce classement si l'un d'eux enchaine les sprints victorieux. Le Britannique Mark Cavendish, seul autre vainqueur de ce classement présent sur ce tour, tentera de battre le record du nombre de victoires d'étapes détenu par le « Cannibale », Eddy Merckx. Il lui en faut cinq pour ce faire. Une telle performance lui donnerait des chances de remporter ce classement. Il faudra aussi compter sur le jeune Néerlandais Dylan Groenewegen, qui tentera, tout comme les sprinteurs français Nacer Bouhanni et Arnaud Démare, de bouleverser la hiérarchie des sprints massifs sur le Tour de France.

#### Pour le classement de la montagne
Double vainqueur du maillot à pois, le Polonais Rafal Majka (Bora Hansgrohe) peut être l'un des favoris à sa propre succession. Sans véritable leader dans son équipe, à l'exception éventuelle du jeune Allemand Emanuel Buchmann, il aura carte blanche en montagne. Autre habitué des échappées sur le Tour, Thomas De Gendt (Lotto-Soudal) pourrait lui aussi viser le maillot. Thibaut Pinot (FDJ), quatrième du dernier Giro, a quant à lui annoncé ne pas se concentrer sur le classement général pour viser une victoire d'étape, et au vu de ses qualités de grimpeur à la suite de plusieurs échappées il pourrait récupérer ce maillot à pois. De même, alors que Rigoberto Uran et Andrew Talansky seront les leaders de son équipe (Cannondale-Drapac) pour le classement général, Pierre Rolland, récent vainqueur d'étape sur le Giro, est appelé à viser une victoire d'étape et par extension jouer un rôle au classement de la montagne. Enfin, malgré une équipe construite pour la conquête d'un quatrième Tour de France par le Britannique Christopher Froome, le grimpeur espagnol Mikel Landa, vainqueur sortant du maillot azzuro de meilleur grimpeur du Tour d'Italie, n'est pas à exclure. D'une manière générale, les baroudeurs possédant des qualités de grimpeurs sont des candidats désignés au classement de la montagne, d'autant plus que les arrivées au sommet seront moins nombreuses. On pourra citer de nombreux autres coureurs, français notamment, capables de multiplier les échappés en se désintéressant du classement général. Ainsi, les jeunes Elie Gesbert et Guillaume Martin pourront être intéressants à suivre, tout comme Warren Barguil. À l'occasion de la dernière épreuve de sa carrière, Thomas Voeckler, déjà vainqueur de ce classement, aura probablement à cœur de briller à nouveau. Dans cette même équipe Direct Énergie, l'on pourra citer Lilian Calmejane. Du côté étranger, d'autres équipiers de leaders pourront également jouer leur carte personnelle, c'est le cas notamment de l'Italien Diego Ulissi, de l'Espagnol Daniel Navarro, des coureurs de la Dimension Data Steve Cummings et Serge Pauwels, du Néerlandais Bauke Mollema. Enfin, les équipes disposant de plusieurs leaders pourront être amenées à jouer sur ce tableau si l'un des deux perd un temps significatif. C'est le cas chez Astana ou Orica-Scott ayant respectivement pour leaders Fabio Aru et Jakob Fuglsang, Esteban Chaves et Simon Yates.

#### Pour le classement du meilleur jeune
Huitième du classement général en 2016, le Sud-Africain Louis Meintjes (UA Team Emirates) est le favori logique au maillot blanc après un bon Dauphiné. L'Allemand de l'équipe Bora, Emanuel Buchmann, a lui aussi été très en vue sur cette course, et pourrait également remporter le maillot de meilleur jeune. Vainqueur d'une étape en montagne sur la Vuelta, le Français d'AG2R Pierre Latour lorgnera aussi sur ce maillot qui pourrait venir à lui s'il arrive à emmener son leader Romain Bardet assez loin dans les ascensions. Sixième du dernier Tour d'Espagne, le Britannique Simon Yates pourrait succéder à son frère jumeau.

## Règlement de la course

### Règlement du classement général
Le classement général, dont le leader porte le maillot jaune, s'établit en additionnant les temps réalisés à chaque étape, puis en ôtant d'éventuelles bonifications (10, 6 et 4 s à l'arrivée des étapes en ligne). En cas d'égalité, les critères de départage, dans l'ordre, sont : 
- Centièmes de seconde enregistrés lors des contre-la-montre,
- Addition des places obtenues lors de chaque étape,
- Place obtenue lors de la dernière étape[23].

### Règlement du classement par points
|                                                                            | 1 | 2 | 3 | 4 | 5 | 6 | 7 | 8 | 9 | 10 | 11 | 12 | 13 | 14 | 15 | 16 | 17 | 18 | 19 | 20 | 21 |
| -------------------------------------------------------------------------- | - | - | - | - | - | - | - | - | - | -- | -- | -- | -- | -- | -- | -- | -- | -- | -- | -- | -- |
| Étapes en ligne dites « sans difficulté particulière »                     |   |   |   |   |   |   |   |   |   |    |    |    |    |    |    |    |    |    |    |    |    |
| Étapes en ligne dites de « parcours accidenté »                            |   |   |   |   |   |   |   |   |   |    |    |    |    |    |    |    |    |    |    |    |    |
| Étapes en ligne dites de « haute montagne » ou contre-la-montre individuel |   |   |   |   |   |   |   |   |   |    |    |    |    |    |    |    |    |    |    |    |    |

À l'issue de chaque étape, le leader du classement par points porte le maillot vert. 
Comme dans les deux dernières éditions, il n'y aura qu'un seul sprint intermédiaire maximum par étape. Le classement par points est établi en fonction du barème suivant :
- Pour les arrivées des étapes en ligne dites « sans difficulté particulière » : 50 points, 30, 20, 18, 16, 14, 12, 10, 8, 7, 6, 5, 4, 3 et 2 points pour les 15 premiers coureurs classés,
- Pour les arrivées des étapes en ligne dites de « parcours accidenté » : 30 points, 25, 22, 19, 17, 15, 13, 11, 9, 7, 6, 5, 4, 3 et 2 points pour les 15 premiers coureurs classés
- Pour les arrivées des étapes en ligne dites de « haute montagne », les étapes dites de "contre-la-montre" et les sprints intermédiaires : 20 points, 17, 15, 13, 11, 10, 9, 8, 7, 6, 5, 4, 3, 2 et 1 point pour les 15 premiers coureurs classés.

Un coureur qui arrive en dehors des délais (par exemple dans un éventuel gruppetto) à une étape et qui est repêché reçoit une pénalité équivalente au nombre de points attribués au vainqueur de l'étape. Cette pénalité est automatique et peut conduire à un solde de points négatif.
En cas d'égalité de points au classement général les coureurs sont départagés par : 
- Le nombre de victoires d'étape,
- Le nombre de victoires dans les sprints intermédiaires comptant pour le classement général par points,
- Le classement général individuel au temps en cas d'égalité absolue.

Pour être déclaré vainqueur du classement par points, le coureur se doit de terminer le Tour de France.

### Règlement du classement de la montagne
Le classement de la montagne, dont le leader porte le maillot à pois est établi en fonction du barème suivant. Il diffère légèrement de celui de 2016.
- Côte hors-catégorie : 20, 15, 12, 10, 8, 6, 4 et 2 points aux 8 premiers coureurs classés
- Côte de 1re catégorie : 10, 8, 6, 4, 2 et 1 point aux 6 premiers coureurs classés
- Côte de 2e catégorie : 5, 3, 2 et 1 point aux 4 premiers coureurs classés
- Côte de 3e catégorie : 2 et 1 point aux 2 premiers coureurs classés
- Côte de 4e catégorie : 1 point au premier coureur classé[23]

Contrairement aux années précédentes où les arrivées d’étape coïncidant avec une côte de 2e, de 1re ou hors-catégorie voyaient le barème pour le classement de la montagne doubler, en 2017 seule l'arrivée au col d'Izoard, seule arrivée coïncidant avec une côte hors-catégorie, aura un doublement des points.
En cas d'égalité de points entre deux coureurs au classement général final, le coureur ayant obtenu le plus grand nombre de places de premier au sommet des côtes hors catégorie est déclaré vainqueur. 
Si l'égalité demeure, 
- Le coureur ayant obtenu le plus grand nombre de places de premier au sommet des côtes de première catégorie est déclaré vainqueur, et ainsi de suite jusqu'aux côtes de quatrième catégorie, puis enfin par le classement général individuel au temps en cas d'égalité absolue.

Pour être déclaré vainqueur du classement de la montagne, le coureur se doit de terminer le Tour de France.

### Règlement des autres classements annexes
- Le classement du meilleur jeune, dont le leader porte le maillot blanc, est réservé aux coureurs nés depuis le 1er janvier 1992. Le premier d'entre eux au classement général individuel au temps est leader journalier des jeunes. À l'issue de la dernière étape, il est déclaré vainqueur du classement des jeunes. En cas d'ex æquo, les mêmes critères de départage que pour le maillot jaune sont appliqués[23] .
- Le classement par équipes de l'étape est obtenu par la somme des trois meilleurs temps individuels de chaque équipe (bonifications non comprises). En cas d'égalité, les critères de départage, dans l'ordre, sont : addition des places des 3 premiers coureurs des équipes concernées, place du meilleur coureur sur l'étape. Le classement général est obtenu par somme des temps obtenus par l'équipe à chaque étape. En cas d'égalité, les critères de départage, dans l'ordre, sont : nombre de premières places dans le classement par équipes du jour, nombre de deuxièmes places dans le classement par équipes du jour, etc., place au classement général du meilleur coureur des équipes concernées[23] .
- Le prix de la combativité récompense « le coureur le plus généreux dans l'effort et manifestant le meilleur esprit sportif ». Ce prix, établi dans les étapes en ligne, est décerné par un jury présidé par le directeur de l'organisation. Le combatif de l'étape porte dans l’étape suivante un dossard rouge. À l'issue de la dernière étape un Super Combatif du Tour est désigné par les membres du Jury du Tour de France[23] .

### Primes
Le montant des prix et des primes distribués par l'organisateur se montent à 2 280 950 €. Le tableau ci-dessous liste les primes accordées aux premiers d'étapes et aux vingt premiers du classement final :
| Position           | 1er       | 2e        | 3e        | 4e       | 5e       | 6e       | 7e       | 8e      | 9e      | 10e     |
| Classement général | 500 000 € | 200 000 € | 100 000 € | 70 000 € | 50 000 € | 23 000 € | 11 500 € | 7 600 € | 4 500 € | 3 800 € |
| Par étape          | 11 000 €  | 5 500 €   | 2 800 €   | 1 500 €  | 830 €    | 780 €    | 730 €    | 670 €   | 650 €   | 600 €   |
| Position           | 11e       | 12e       | 13e       | 14e      | 15e      | 16e      | 17e      | 18e     | 19e     | 20e     |
| Classement général | 3 000 €   | 2 700 €   | 2 500 €   | 2 100 €  | 2 000 €  | 1 500 €  | 1 300 €  | 1 200 € | 1 100 € | 1 000 € |
| Par étape          | 540 €     | 470 €     | 440 €     | 340 €    | 300 €    | 300 €    | 300 €    | 300 €   | 300 €   | 300 €   |

À noter que tous les coureurs classés de la 20e à la 160e place au classement général touchent une prime de 1 000 €.
- Le détenteur du maillot jaune (1er du classement général) reçoit une récompense quotidienne de 500 €.
- Le détenteur du maillot vert (1er du classement par points) reçoit une récompense quotidienne de 300 €.
- Le détenteur du maillot à pois rouges (1er du classement de la montagne) reçoit une récompense quotidienne de 300 €.
- Le détenteur du maillot blanc (1er du classement des jeunes) reçoit une récompense quotidienne de 300 €.

Le tableau ci-dessous liste les primes accordées en ce qui concerne les prix du meilleur sprinteur (maillot vert) :
| Position               | 1er      | 2e       | 3e       | 4e      | 5e      | 6e      | 7e      | 8e      |
| Classement par points  | 25 000 € | 15 000 € | 10 000 € | 4 000 € | 3 500 € | 3 000 € | 2 500 € | 2 000 € |
| Sprints intermédiaires | 1 500 €  | 1 000 €  | 500 €    |         |         |         |         |         |

Le tableau ci-dessous liste les primes accordées en ce qui concerne les prix du meilleur grimpeur (maillot à pois rouges) :
| Position                             | 1er      | 2e       | 3e       | 4e      | 5e      | 6e      | 7e      | 8e      |
| Classement par points                | 25 000 € | 15 000 € | 10 000 € | 4 000 € | 3 500 € | 3 000 € | 2 500 € | 2 000 € |
| Cols hors catégorie                  | 800 €    | 450 €    | 300 €    |         |         |         |         |         |
| Cols de première catégorie           | 650 €    | 400 €    | 150 €    |         |         |         |         |         |
| Cols ou côtes de deuxième catégorie  | 500 €    | 250 €    |          |         |         |         |         |         |
| Cols ou côtes de troisième catégorie | 300 €    |          |          |         |         |         |         |         |
| Cols ou côtes de quatrième catégorie | 200 €    |          |          |         |         |         |         |         |

Le tableau ci-dessous liste les primes accordées en ce qui concerne les prix du meilleur jeune (maillot blanc) :
| Position       | 1er      | 2e       | 3e       | 4e      |
| Classement     | 20 000 € | 15 000 € | 10 000 € | 5 000 € |
| À chaque étape | 500 €    |          |          |         |

Le tableau ci-dessous liste les primes accordées en ce qui concerne les prix de la meilleure équipe (dossard jaune) :
| Position       | 1er      | 2e       | 3e       | 4e       | 5e      |
| Classement     | 50 000 € | 30 000 € | 20 000 € | 12 000 € | 8 000 € |
| À chaque étape | 2 800 €  |          |          |          |         |

- Chaque jour (hors contre-la-montre), le plus combatif reçoit une récompense de 2 000 €.
- À l'issue des 21 étapes, le super combatif reçoit une récompense de 20 000 €.
- Dite souvenir Henri-Desgrange, une prime exceptionnelle de 5 000 € est attribuée au coureur qui passe en tête au col du Galibier (17e étape).

## Déroulement de la course

### 1erjuillet: Grand départ à Dusseldörf
Le départ est donné de Düsseldorf avec un contre-la montre de 14 km. Le premier coureur à s'élancer est le benjamin du tour, le jour de ses 22 ans, Élie Gesbert (Fortuneo-Oscaro). Geraint Thomas (Sky) s'impose et obtient son premier maillot jaune, Christopher Froome (Sky) termine 6e et crée les premiers écarts (entre 30 et 45 secondes) sur ses principaux concurrents. La Sky marque sa domination avec 4 coureurs parmi les 8 meilleurs de ce contre-la montre. Ce premier jour de course est marqué par l'abandon de Alejandro Valverde (Movistar), ainsi que celui de son compatriote, leader de la Bahrain-Merida, Ion Izagirre après une chute sur une chaussée détrempée. Valverde était un partenaire de choix pour l'un des grands outsiders du Tour, Nairo Quintana, et il pouvait espérer prendre une bonne place au classement général. De même, Ion Izagirre, après sa victoire d'étape dans le Tour de France 2016, et la confirmation de ses prédispositions dans l'épreuve chronométrée était candidat à une place dans le « top 10 ».

### 2 - 4 juillet: Le Tour à l'étranger: trois sprints, trois vainqueurs
Lors de la deuxième étape, disputée sous la pluie entre l'Allemagne et la Belgique, une échappée est composée de 4 coureurs, Yoann Offredo, Taylor Phinney, Thomas Boudat et Laurent Pichon. Les 2 premiers coureurs cités sont repris à un kilomètre de l'arrivée. L'Allemand Marcel Kittel s'impose au sprint, devant le Français Arnaud Démare et son compatriote André Greipel. L'étape est marquée par une chute massive à 30 km de l'arrivée impliquant des leaders à l'instar de Froome et Romain Bardet.
La troisième étape part de Verviers en Belgique pour un final d'étape en bosse à Longwy. Dès les premiers kilomètres, Adam Hansen se détache après 10 km en compagnie de Nils Politt et Romain Hardy et sont ensuite rejoint au 13e km par Romain Sicard, Nathan Brown et Frederik Backaert. Après un passage sur le circuit de Spa-Francorchamps, la course se poursuit dans le Luxembourg où l'échappée possède un avantage maximal de plus de 4 min 0 s. Les coureurs sont repris petit à petit et le dernier l'est à 10 km de l'arrivée. Après être passés sous la flamme rouge, le peloton est mené par Richie Porte mais c'est Peter Sagan qui s'impose malgré un déchaussage.
Le lendemain, l'étape arrivant à Vittel, promise aux sprinteurs, voit Guillaume Van Keirsbulck s'élancer dans une échappée solitaire. Après avoir compté plus de 13 min 30 s d'avance sur le peloton, il est repris après 190 km d'échappée. Le sprint attendu arrive mais une première chute sous la flamme rouge a lieu et retarde le maillot vert Marcel Kittel. À 200 m de la ligne, Mark Cavendish, en bagarre avec Peter Sagan, reçoit un coup de coude de celui-ci, s'écrase dans les barrières et est projeté sur la route où il fait chuter deux coureurs. Pendant ce temps, Arnaud Démare remporte l’étape et s'empare du maillot vert. Mark Cavendish abandonne et Peter Sagan est exclu de l'épreuve à la suite de son coup de coude.

### 5 juillet: Première arrivée en altitude dans les Vosges
La cinquième étape de ce Tour de France arrive en haut de la Planche des Belles Filles. Dès le départ de l’étape, une échappée de huit coureurs se forme avec Jan Bakelants, Mickaël Delage, Edvald Boasson Hagen, Philippe Gilbert, Thomas De Gendt, Dylan van Baarle, Pierre-Luc Périchon et Thomas Voeckler. Les coureurs de la BMC viennent à l'avant du peloton pour maintenir l'écart en dessous de 3 min 30 s. Les échappés se font rattraper et à 2 400 m de l'arrivée, puis l'Italien Fabio Aru sort seul et personne ne peut le rattraper. Il gagne l'étape et s'empare du maillot à pois devant Daniel Martin, à 16 secondes, et Christopher Froome qui récupère le maillot jaune.

### 6 - 7 juillet: Kittel domine les sprints
La sixième étape arrive à Troyes et est remportée au sprint par l'Allemand Marcel Kittel devant Arnaud Démare et André Greipel. Cependant, Arnaud Démare conserve le maillot vert. L'étape suivante voit la troisième victoire de Marcel Kittel toujours au sprint, devançant Edvald Boasson Hagen de 6 mm et glanant le maillot vert aux dépens d'Arnaud Démare.

### 8 - 9 juillet: Le Jura et les premières explications entre favoris
La 8e étape fait entrer le Tour dans le Jura. Profitant de ce profil de moyenne montagne, une grande échappée d'une cinquantaine de coureurs se constitue à la mi-course. Peu à peu, ce groupe se fragmente et le Français Lilian Calmejane attaque dans la montée du dernier col, à 5 km de l'arrivée. Il fausse compagnie aux quelques coureurs qui n'avaient pas encore lâché puis résiste au retour de Robert Gesink pour finalement s'imposer en solitaire à la station des Rousses. Cette victoire lui permet de récupérer le maillot à pois de meilleur grimpeur.
La 9e étape s'annonce particulièrement difficile : elle comporte 7 cols dont 3 classés hors-catégorie, avec un dénivelé positif total de 4 600 m. De nombreux baroudeurs se glissent dans l'échappée d'une quarantaine de coureurs. Le peloton laisse partir les échappées mais, dans la descente du col de la Biche, l'équipe AG2R, présente dans l'échappée et dans le peloton, fait la descente à bloc. Dans cette même descente rapide, Geraint Thomas, coéquipier de Christopher Froome est contraint à l'abandon à la suite d'une chute, tout comme Manuele Mori et Robert Gesink. Au pied du Mont du Chat, l'écart avec le peloton se réduisant, Tony Gallopin attaque, mais est contré par Warren Barguil qui fait la montée seul. Alors que le maillot jaune Christopher Froome a des ennuis mécaniques, son rival italien Fabio Aru attaque mais est repris. Louis Meintjes, Nairo Quintana et Alberto Contador sont lâchés dans la montée. La pluie rend la chaussée glissante ; l'Australien Richie Porte, un des favoris, chute lourdement dans la descente du Mont du Chat et est obligé d'abandonner. Dans cette descente, Romain Bardet attaque et reprend Warren Barguil, qui intègre ensuite le groupe maillot jaune. À moins de 5 km de l'arrivée, c'est Bardet qui est repris. La victoire se joue au sprint : Warren Barguil pense avoir battu Rigoberto Urán sur la ligne, mais la photo-finish indique le Colombien vainqueur. Le Français s'empare du maillot à pois. Plusieurs coureurs arrivent hors-délai et quittent donc la course : Arnaud Démare, Mark Renshaw, Matteo Trentin…

### 11 - 12 juillet: Cinq victoires pour Kittel
Après un jour de repos en Dordogne, le peloton arrive à Bergerac au terme d'une étape de plaine. Le sprint final est remporté par l'Allemand Marcel Kittel qui renforce ainsi son avance au classement par points.
Dès le kilomètre zéro de la 11e étape, une échappée se forme avec Maciej Bodnar, Marco Marcato et Frederik Backaert. Le Polonais Bodnar, spécialiste du contre-la montre, n'est rattrapé par le peloton qu'à 300 m de l'arrivée à Pau, qui se joue donc à nouveau au sprint. Marcel Kittel en profite pour signer sa 5e victoire sur l'édition 2017, la 14e de sa carrière sur le Tour, en seulement 5 participations. Malgré les chutes de certains favoris (Romain Bardet dans une chute collective, Alberto Contador dans le final), le classement général n'est pas modifié.

### 13 - 14 juillet: Aru en jaune dans les Pyrénées
Dans la 12e étape, longue de 214,5 km entre Pau et Peyragudes, l'échappée, constituée de 12 coureurs, ne réussit jamais à vraiment creuser l'écart avec le peloton, malgré les nombreuses tentatives de Steve Cummings et Thomas De Gendt notamment. En effet, l'équipe Sky imprime un rythme très soutenu en tête de peloton afin de protéger le maillot jaune de Christopher Froome. La victoire se dispute entre les favoris lors d'un sprint dans les 300 derniers mètres. Dans cette montée très exigeante, Fabio Aru réussit à creuser l'écart avec Froome mais se fait rapidement dépasser par Romain Bardet qui s'impose au sommet. Le Britannique, incapable de suivre ses adversaires, arrive avec 22 secondes de retard, ce qui permet à l'Italien de devenir le nouveau leader du classement général.
La 13e étape, qui relie Saint-Girons à Foix, la plus courte de ce tour (hors contre-la-montre) avec seulement 101 km, semble propice aux attaques. Le Français Warren Barguil intègre l'échappée afin de consolider son maillot de meilleur grimpeur, mais c'est Alberto Contador, rapidement suivi de Mikel Landa, qui dynamite la course en attaquant dès le premier col. Rejoints par Nairo Quintana et Warren Barguil, les deux Espagnols sont obligés de disputer un sprint à quatre pour la victoire d'étape, mais c'est le Français qui l'emporte. Cela faisait 12 ans qu'un Français n'avait pas gagné une étape le jour de sa fête nationale. Malgré de nombreuses attaques, les favoris arrivent ensemble et le classement général évolue peu : Aru reste en jaune mais Landa monte à la 5e place, tandis que Quintana et Contador se rapprochent du leader.

### 15 - 18 juillet: Le Massif central: Froome reprend le jaune, Matthews remonte au classement par points
Lors de la quatorzième étape, vallonnée, les équipes contrôlent la course : la victoire se joue entre les puncheurs du peloton dans la côte de Saint-Pierre, à Rodez. L'australien Michael Matthews remporte le sprint et remonte ainsi au classement par points. Le maillot jaune Fabio Aru, mal placé au pied de la côte, cède 25 secondes à Christopher Froome, qui reprend la tête du général. Romain Bardet reste 3e en ne cédant que 4 s au nouveau maillot jaune.
Pour la 15e étape, les coureurs s'élancent vers Le Puy-en-Velay. Warren Barguil s'échappe afin de consolider son maillot à pois puis est rejoint petit à petit par d'autres hommes, jusqu'à former une échappée de 28 coureurs. Une accélération de l'équipe AG2R puis une crevaison obligent le maillot jaune Froome à s'employer pour réintégrer le peloton. En tête de course, Tony Martin s'échappe mais est repris par Barguil puis par quatre autres coureurs dont le Néerlandais Bauke Mollema qui réussit à fausser compagnie à ses adversaires et remporte l'étape. Les favoris arrivent finalement groupés, près de 6 minutes après le vainqueur. Les quatre premiers se tiennent donc toujours en moins de 30 secondes avant la journée de repos au Puy-en-Velay. Seul Quintana perd près de 4 minutes et quitte le top 10.
La 16e étape offre un début de parcours vallonné puis une soixantaine de kilomètres de plaine dont les 30 derniers sont exposés au vent. C'est dans ces 30 derniers kilomètres que la Sky piège une grosse partie du peloton et quelques favoris, dont Dan Martin, qui perd environ une minute. Michael Matthews remporte l'étape et se rapproche de Marcel Kittel dans la lutte pour le maillot vert.

### 19 - 20 juillet: Les Alpes: Froome conserve le jaune, Matthews prend le vert, Barguil sécurise le pois

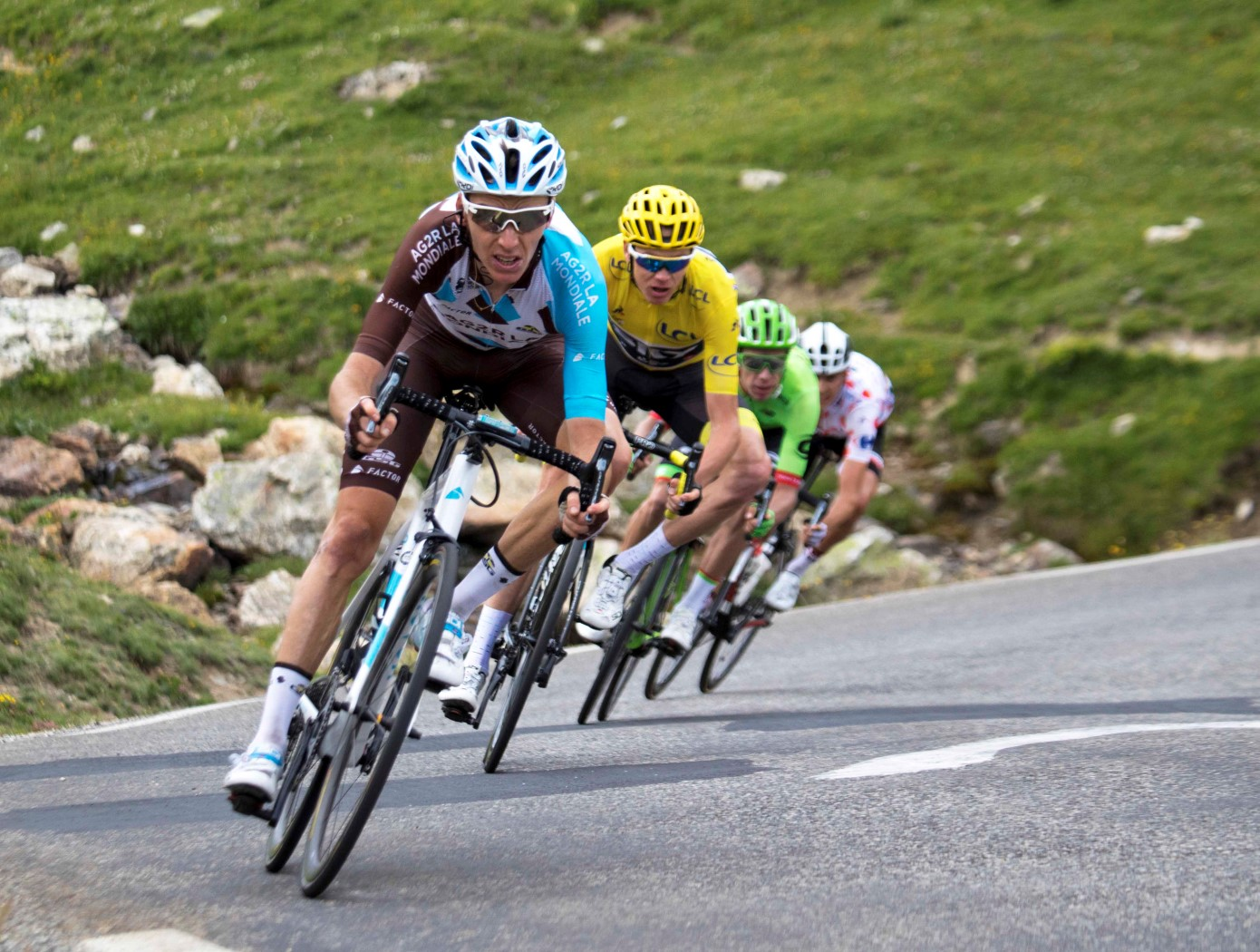
Les trois premiers du classement général (Froome, Urán et Bardet) et le meilleur grimpeur (Barguil), lors de la 17e étape.

Lors de la 17e étape reliant La Mure à Serre-Chevalier via le col de La Croix-de-Fer, le col du Télégraphe et le col du Galibier, l'échappée se créé après quelques dizaines de kilomètres. Comme les jours précédents, Matthews est l'initiateur des attaques, pour isoler Kittel et ainsi arriver le premier au sprint intermédiaire. Mais le maillot vert chute en début d'étape, et va abandonner ensuite. Le groupe de tête comprend une trentaine de coureurs. De Gendt, Pauwels et Roglič s'échappent de ce groupe, suivi par Navarro. Contador et Quintana s'extirpent du peloton en début d'ascension de la Croix-de-Fer, puis l'Espagnol seul va rejoindre le groupe de poursuivants, et avec l'aide de ses coéquipiers, va revenir sur la tête de la course. Dans le Galibier, le Slovène attaque ses compagnons d'échappée, et arrive en solitaire jusqu'à l'arrivée. Dans le groupe maillot jaune, Barguil puis Bardet tentent d'attaquer à plusieurs reprises, mais Froome et Urán reviennent à chaque tentative, ce qui provoque l'isolement de Aru et Yates, qui voient leur retard s'accentuer dans la descente finale.

### 21 - 23 juillet: La fin du tour: Froome vers un quatrième sacre, Urán et Bardet complètent le podium
Boasson Hagen remporte l'étape dix-neuf avec une attaque dans une échappée réduite à 2,5 km. Maciej Bodnar remporte le contre-la-montre individuel de 22,5 km avec un temps de 28 min 15 s. Froome termine troisième, à six secondes, augmentant son avance au classement général à 54 secondes. Bardet se retrouve au troisième rang du classement général après avoir perdu plus de deux minutes.
La dernière étape à Paris est gagnée par Dylan Groenewegen lors d'un sprint groupé sur les Champs-Élysées. Froome remporte son quatrième Tour de France. Urán se classe deuxième avec 54 secondes de retard et Bardet, troisième à 2 min 20 s une seconde seulement devant Landa. Matthews remporte le classement par points avec un total de 370 pts, Barguil gagne le classement de la montagne avec 169 points. Le meilleur jeune est Simon Yates, septième au classement général. Team Sky termine vainqueur du classement par équipe. Sur les 198 partants, 167 ont atteint l'arrivée de la dernière étape à Paris.

## Étapes
| Étape     | Date             | Villes étapes                              |                             | Distance (km)         | Vainqueur d’étape     | Leader du classement général |
| --------- | ---------------- | ------------------------------------------ | --------------------------- | --------------------- | --------------------- | ---------------------------- |
| 1re étape | sam. 1er juillet | Düsseldorf (GER) – Düsseldorf (GER)        | Contre-la-montre individuel | 14                    | Geraint Thomas        | Geraint Thomas               |
| 2e étape  | dim. 2 juillet   | Düsseldorf (GER) – Liège (BEL)             | Étape de plaine             | 203,5                 | Marcel Kittel         | Geraint Thomas               |
| 3e étape  | lun. 3 juillet   | Verviers (BEL) – Longwy                    | Étape accidentée            | 212,5                 | Peter Sagan           | Geraint Thomas               |
| 4e étape  | mar. 4 juillet   | Mondorf-les-Bains (LUX) – Vittel           | Étape de plaine             | 207,5                 | Arnaud Démare         | Geraint Thomas               |
| 5e étape  | mer. 5 juillet   | Vittel – La Planche des Belles Filles      | Étape de moyenne montagne   | 160,5                 | Fabio Aru             | Christopher Froome           |
| 6e étape  | jeu. 6 juillet   | Vesoul – Troyes                            | Étape de plaine             | 216                   | Marcel Kittel         | Christopher Froome           |
| 7e étape  | ven. 7 juillet   | Troyes – Nuits-Saint-Georges               | Étape de plaine             | 213,5                 | Marcel Kittel         | Christopher Froome           |
| 8e étape  | sam. 8 juillet   | Dole – Station des Rousses                 | Étape de moyenne montagne   | 187,5                 | Lilian Calmejane      | Christopher Froome           |
| 9e étape  | dim. 9 juillet   | Nantua – Chambéry                          | Étape de montagne           | 181,5                 | Rigoberto Urán        | Christopher Froome           |
|           | lun. 10 juillet  | Département de la Dordogne                 | Jour de repos               | Journée de repos no 1 | Journée de repos no 1 | Journée de repos no 1        |
| 10e étape | mar. 11 juillet  | Périgueux – Bergerac                       | Étape de plaine             | 178                   | Marcel Kittel         | Christopher Froome           |
| 11e étape | mer. 12 juillet  | Eymet – Pau                                | Étape de plaine             | 203,5                 | Marcel Kittel         | Christopher Froome           |
| 12e étape | jeu. 13 juillet  | Pau – Peyragudes                           | Étape de montagne           | 214,5                 | Romain Bardet         | Fabio Aru                    |
| 13e étape | ven. 14 juillet  | Saint-Girons – Foix                        | Étape de montagne           | 101                   | Warren Barguil        | Fabio Aru                    |
| 14e étape | sam. 15 juillet  | Blagnac – Rodez                            | Étape accidentée            | 181,5                 | Michael Matthews      | Christopher Froome           |
| 15e étape | dim. 16 juillet  | Laissac-Sévérac l'Église – Le Puy-en-Velay | Étape de moyenne montagne   | 189,5                 | Bauke Mollema         | Christopher Froome           |
|           | lun. 17 juillet  | Le Puy-en-Velay                            | Jour de repos               | Journée de repos no 2 | Journée de repos no 2 | Journée de repos no 2        |
| 16e étape | mar. 18 juillet  | Le Puy-en-Velay – Romans-sur-Isère         | Étape accidentée            | 165                   | Michael Matthews      | Christopher Froome           |
| 17e étape | mer. 19 juillet  | La Mure – Serre Chevalier                  | Étape de montagne           | 183                   | Primož Roglič         | Christopher Froome           |
| 18e étape | jeu. 20 juillet  | Briançon – Izoard                          | Étape de montagne           | 179,5                 | Warren Barguil        | Christopher Froome           |
| 19e étape | ven. 21 juillet  | Embrun – Salon-de-Provence                 | Étape accidentée            | 222,5                 | Edvald Boasson Hagen  | Christopher Froome           |
| 20e étape | sam. 22 juillet  | Marseille – Marseille                      | Contre-la-montre individuel | 22,5                  | Maciej Bodnar         | Christopher Froome           |
| 21e étape | dim. 23 juillet  | Montgeron – Paris - Champs-Élysées         | Étape de plaine             | 103                   | Dylan Groenewegen     | Christopher Froome           |

## Classements

### Classement général final
| Classement général | Classement général | Classement général | Classement général  | Classement général  |
|                    | Coureur            | Pays               | Équipe              | Temps               |
| ------------------ | ------------------ | ------------------ | ------------------- | ------------------- |
| 1er                | Christopher Froome | Royaume-Uni        | Sky                 | en 86 h 20 min 55 s |
| 2e                 | Rigoberto Urán     | Colombie           | Cannondale-Drapac   | + 54 s              |
| 3e                 | Romain Bardet      | France             | AG2R La Mondiale    | + 2 min 20 s        |
| 4e                 | Mikel Landa        | Espagne            | Sky                 | + 2 min 21 s        |
| 5e                 | Fabio Aru          | Italie             | Astana              | + 3 min 5 s         |
| 6e                 | Dan Martin         | Irlande            | Quick Step Floors   | + 4 min 42 s        |
| 7e                 | Simon Yates        | Royaume-Uni        | Orica-Scott         | + 6 min 14 s        |
| 8e                 | Louis Meintjes     | Afrique du Sud     | UAE Emirates        | + 8 min 20 s        |
| 9e                 | Alberto Contador   | Espagne            | Trek-Segafredo      | + 8 min 49 s        |
| 10e                | Warren Barguil     | France             | Sunweb              | + 9 min 25 s        |
| 11e                | Damiano Caruso     | Italie             | BMC Racing          | + 14 min 48 s       |
| 12e                | Nairo Quintana     | Colombie           | Movistar            | + 15 min 28 s       |
| 13e                | Alexis Vuillermoz  | France             | AG2R La Mondiale    | + 24 min 38 s       |
| 14e                | Mikel Nieve        | Espagne            | Sky                 | + 25 min 28 s       |
| 15e                | Emanuel Buchmann   | Allemagne          | Bora-Hansgrohe      | + 33 min 21 s       |
| 16e                | Brice Feillu       | France             | Fortuneo-Oscaro     | + 36 min 46 s       |
| 17e                | Bauke Mollema      | Pays-Bas           | Trek-Segafredo      | + 37 min 43 s       |
| 18e                | Carlos Betancur    | Colombie           | Movistar            | + 37 min 47 s       |
| 19e                | Serge Pauwels      | Belgique           | Dimension Data      | + 39 min 36 s       |
| 20e                | Tiesj Benoot       | Belgique           | Lotto-Soudal        | + 42 min 4 s        |
| 21e                | Tony Gallopin      | France             | Lotto-Soudal        | + 42 min 39 s       |
| 22e                | Jan Bakelants      | Belgique           | AG2R La Mondiale    | + 50 min 4 s        |
| 23e                | Guillaume Martin   | France             | Wanty-Groupe Gobert | + 53 min 52 s       |
| 24e                | Roman Kreuziger    | Tchéquie           | Orica-Scott         | + 59 min 58 s       |
| 25e                | Sylvain Chavanel   | France             | Direct Énergie      | + 1 h 4 min 22 s    |
| modifier           |                    |                    |                     |                     |

### Classements annexes finals
| Classement par points | Classement par points | Classement par points | Classement par points | Classement par points |
| --------------------- | --------------------- | --------------------- | --------------------- | --------------------- |
|                       | Coureur               | Pays                  | Équipe                | Point(s)              |
| 1er                   | Michael Matthews      | Australie             | Sunweb                | 370 points            |
| 2e                    | André Greipel         | Allemagne             | Lotto-Soudal          | 234 pts               |
| 3e                    | Edvald Boasson Hagen  | Norvège               | Dimension Data        | 220 pts               |
| 4e                    | Alexander Kristoff    | Norvège               | Katusha-Alpecin       | 174 pts               |
| 5e                    | Sonny Colbrelli       | Italie                | Bahrain-Merida        | 168 pts               |
| 6e                    | Thomas De Gendt       | Belgique              | Lotto-Soudal          | 149 pts               |
| 7e                    | Dylan Groenewegen     | Pays-Bas              | Lotto NL-Jumbo        | 144 pts               |
| 8e                    | Christopher Froome    | Royaume-Uni           | Sky                   | 133 pts               |
| 9e                    | Rigoberto Urán        | Colombie              | Cannondale-Drapac     | 106 pts               |
| 10e                   | Dan Martin            | Irlande               | Quick Step Floors     | 106 pts               |
| modifier              |                       |                       |                       |                       |

| Classement du meilleur grimpeur | Classement du meilleur grimpeur | Classement du meilleur grimpeur | Classement du meilleur grimpeur | Classement du meilleur grimpeur |
| ------------------------------- | ------------------------------- | ------------------------------- | ------------------------------- | ------------------------------- |
|                                 | Coureur                         | Pays                            | Équipe                          | Point(s)                        |
| 1er                             | Warren Barguil                  | France                          | Sunweb                          | 169 points                      |
| 2e                              | Primož Roglič                   | Slovénie                        | Lotto NL-Jumbo                  | 80 pts                          |
| 3e                              | Thomas De Gendt                 | Belgique                        | Lotto-Soudal                    | 65 pts                          |
| 4e                              | Darwin Atapuma                  | Colombie                        | UAE Emirates                    | 55 pts                          |
| 5e                              | Christopher Froome              | Royaume-Uni                     | Sky                             | 51 pts                          |
| 6e                              | Romain Bardet                   | France                          | AG2R La Mondiale                | 47 pts                          |
| 7e                              | Mikel Landa                     | Espagne                         | Sky                             | 45 pts                          |
| 8e                              | Bauke Mollema                   | Pays-Bas                        | Trek-Segafredo                  | 37 pts                          |
| 9e                              | Alberto Contador                | Espagne                         | Trek-Segafredo                  | 36 pts                          |
| 10e                             | Serge Pauwels                   | Belgique                        | Dimension Data                  | 32 pts                          |
| modifier                        |                                 |                                 |                                 |                                 |

| Classement général du meilleur jeune | Classement général du meilleur jeune | Classement général du meilleur jeune | Classement général du meilleur jeune | Classement général du meilleur jeune |
|                                      | Coureur                              | Pays                                 | Équipe                               | Temps                                |
| ------------------------------------ | ------------------------------------ | ------------------------------------ | ------------------------------------ | ------------------------------------ |
| 1er                                  | Simon Yates                          | Royaume-Uni                          | Orica-Scott                          | en 86 h 27 min 9 s                   |
| 2e                                   | Louis Meintjes                       | Afrique du Sud                       | UAE Emirates                         | + 2 min 6 s                          |
| 3e                                   | Emanuel Buchmann                     | Allemagne                            | Bora-Hansgrohe                       | + 27 min 7 s                         |
| 4e                                   | Tiesj Benoot                         | Belgique                             | Lotto-Soudal                         | + 35 min 50 s                        |
| 5e                                   | Guillaume Martin                     | France                               | Wanty-Groupe Gobert                  | + 47 min 38 s                        |
| 6e                                   | Pierre Latour                        | France                               | AG2R La Mondiale                     | + 1 h 18 min 45 s                    |
| 7e                                   | Lilian Calmejane                     | France                               | Direct Énergie                       | + 1 h 29 min 2 s                     |
| 8e                                   | Michael Valgren                      | Danemark                             | Orica-Scott                          | + 2 h 19 min 22 s                    |
| 9e                                   | Alexey Lutsenko                      | Kazakhstan                           | Astana                               | + 2 h 31 min 25 s                    |
| 10e                                  | Dylan Van Baarle                     | Pays-Bas                             | Cannondale-Drapac                    | + 2 h 40 min 57 s                    |
| modifier                             |                                      |                                      |                                      |                                      |

| Classement par équipes | Classement par équipes | Classement par équipes | Classement par équipes |
|                        | Équipe                 | Pays                   | Temps                  |
| ---------------------- | ---------------------- | ---------------------- | ---------------------- |
| 1re                    | Sky                    | Royaume-Uni            | en 259 h 21 min 6 s    |
| 2e                     | AG2R La Mondiale       | France                 | + 7 min 14 s           |
| 3e                     | Trek-Segafredo         | États-Unis             | + 1 h 44 min 46 s      |
| 4e                     | BMC Racing             | États-Unis             | + 1 h 49 min 49 s      |
| 5e                     | Orica-Scott            | Pays-Bas               | + 1 h 52 min 21 s      |
| 6e                     | Movistar               | Espagne                | + 1 h 55 min 52 s      |
| 7e                     | Cannondale-Drapac      | États-Unis             | + 2 h 15 min 25 s      |
| 8e                     | Fortuneo-Oscaro        | France                 | + 2 h 18 min 18 s      |
| 9e                     | Lotto-Soudal           | Belgique               | + 2 h 28 min 18 s      |
| 10e                    | Astana                 | Kazakhstan             | + 2 h 28 min 39 s      |
| modifier               |                        |                        |                        |

#### Prix de la combativité
- Warren Barguil  (Sunweb)[38]

### Évolution des classements
| Étape              | Vainqueur            | Classement général | Classement par points | Classement de la montagne | Classement du meilleur jeune | Classement par équipes | Prix de la combativité   |
| ------------------ | -------------------- | ------------------ | --------------------- | ------------------------- | ---------------------------- | ---------------------- | ------------------------ |
| 1                  | Geraint Thomas       | Geraint Thomas     | Geraint Thomas        | Non décerné               | Stefan Küng                  | Sky                    | Non décerné              |
| 2                  | Marcel Kittel        | Geraint Thomas     | Marcel Kittel         | Taylor Phinney            | Stefan Küng                  | Sky                    | Yoann Offredo            |
| 3                  | Peter Sagan          | Geraint Thomas     | Marcel Kittel         | Nathan Brown              | Pierre Latour                | Sky                    | Lilian Calmejane         |
| 4                  | Arnaud Démare        | Geraint Thomas     | Arnaud Démare         | Nathan Brown              | Pierre Latour                | Sky                    | Guillaume Van Keirsbulck |
| 5                  | Fabio Aru            | Christopher Froome | Arnaud Démare         | Fabio Aru                 | Simon Yates                  | Sky                    | Philippe Gilbert         |
| 6                  | Marcel Kittel        | Christopher Froome | Arnaud Démare         | Fabio Aru                 | Simon Yates                  | Sky                    | Vegard Stake Laengen     |
| 7                  | Marcel Kittel        | Christopher Froome | Marcel Kittel         | Fabio Aru                 | Simon Yates                  | Sky                    | Dylan Van Baarle         |
| 8                  | Lilian Calmejane     | Christopher Froome | Marcel Kittel         | Lilian Calmejane          | Simon Yates                  | Sky                    | Lilian Calmejane         |
| 9                  | Rigoberto Urán       | Christopher Froome | Marcel Kittel         | Warren Barguil            | Simon Yates                  | Sky                    | Warren Barguil           |
| 10                 | Marcel Kittel        | Christopher Froome | Marcel Kittel         | Warren Barguil            | Simon Yates                  | Sky                    | Élie Gesbert             |
| 11                 | Marcel Kittel        | Christopher Froome | Marcel Kittel         | Warren Barguil            | Simon Yates                  | Sky                    | Maciej Bodnar            |
| 12                 | Romain Bardet        | Fabio Aru          | Marcel Kittel         | Warren Barguil            | Simon Yates                  | Sky                    | Steve Cummings           |
| 13                 | Warren Barguil       | Fabio Aru          | Marcel Kittel         | Warren Barguil            | Simon Yates                  | Sky                    | Alberto Contador         |
| 14                 | Michael Matthews     | Christopher Froome | Marcel Kittel         | Warren Barguil            | Simon Yates                  | Sky                    | Thomas de Gendt          |
| 15                 | Bauke Mollema        | Christopher Froome | Marcel Kittel         | Warren Barguil            | Simon Yates                  | Sky                    | Bauke Mollema            |
| 16                 | Michael Matthews     | Christopher Froome | Marcel Kittel         | Warren Barguil            | Simon Yates                  | Sky                    | Sylvain Chavanel         |
| 17                 | Primož Roglič        | Christopher Froome | Michael Matthews      | Warren Barguil            | Simon Yates                  | Sky                    | Alberto Contador         |
| 18                 | Warren Barguil       | Christopher Froome | Michael Matthews      | Warren Barguil            | Simon Yates                  | Sky                    | Darwin Atapuma           |
| 19                 | Edvald Boasson Hagen | Christopher Froome | Michael Matthews      | Warren Barguil            | Simon Yates                  | Sky                    | Jens Keukeleire          |
| 20                 | Maciej Bodnar        | Christopher Froome | Michael Matthews      | Warren Barguil            | Simon Yates                  | Sky                    | Non décerné              |
| 21                 | Dylan Groenewegen    | Christopher Froome | Michael Matthews      | Warren Barguil            | Simon Yates                  | Sky                    | Non décerné              |
| Classements finals | Classements finals   | Christopher Froome | Michael Matthews      | Warren Barguil            | Simon Yates                  | Sky                    | Warren Barguil           |

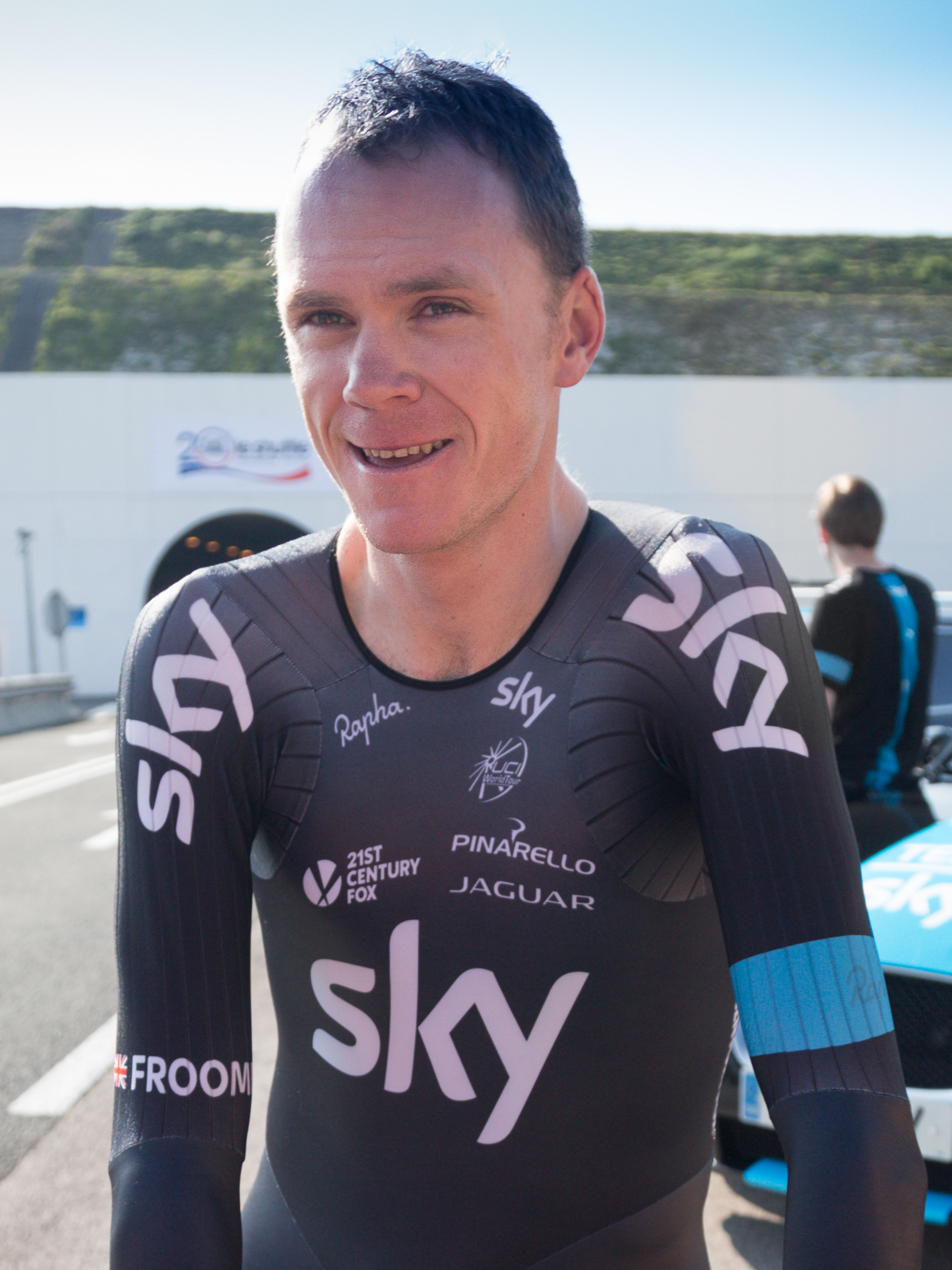
Christopher Froome
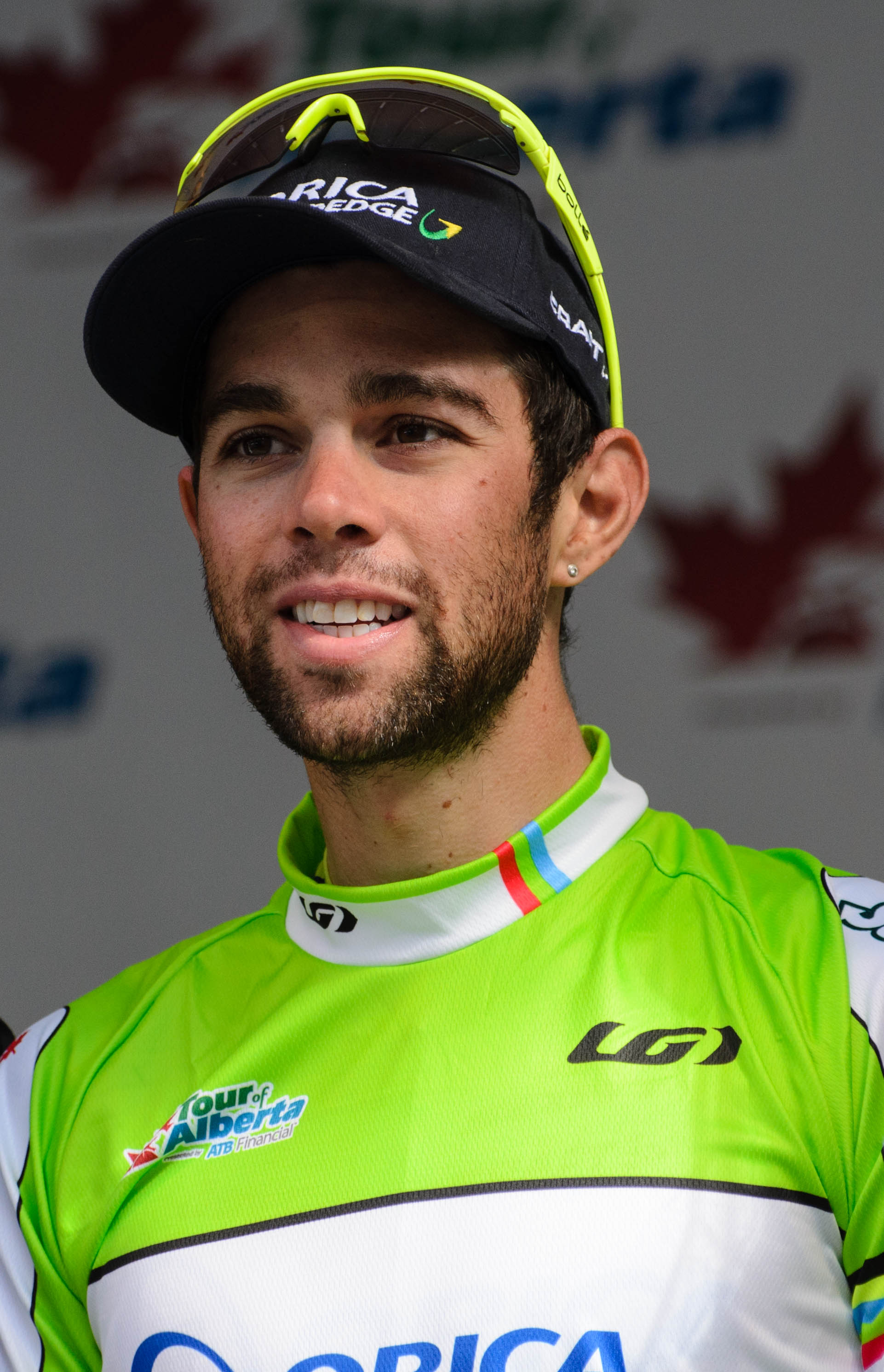
Michael Matthews
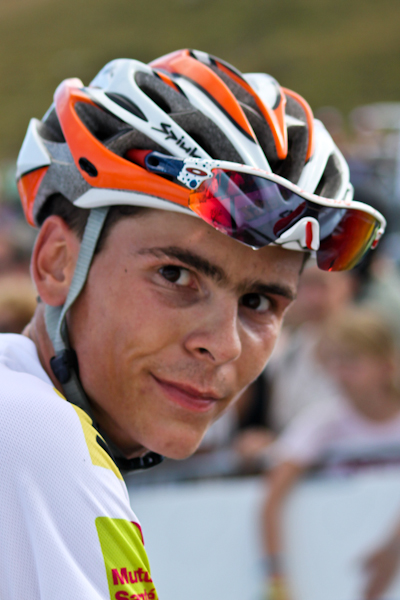
Warren Barguil
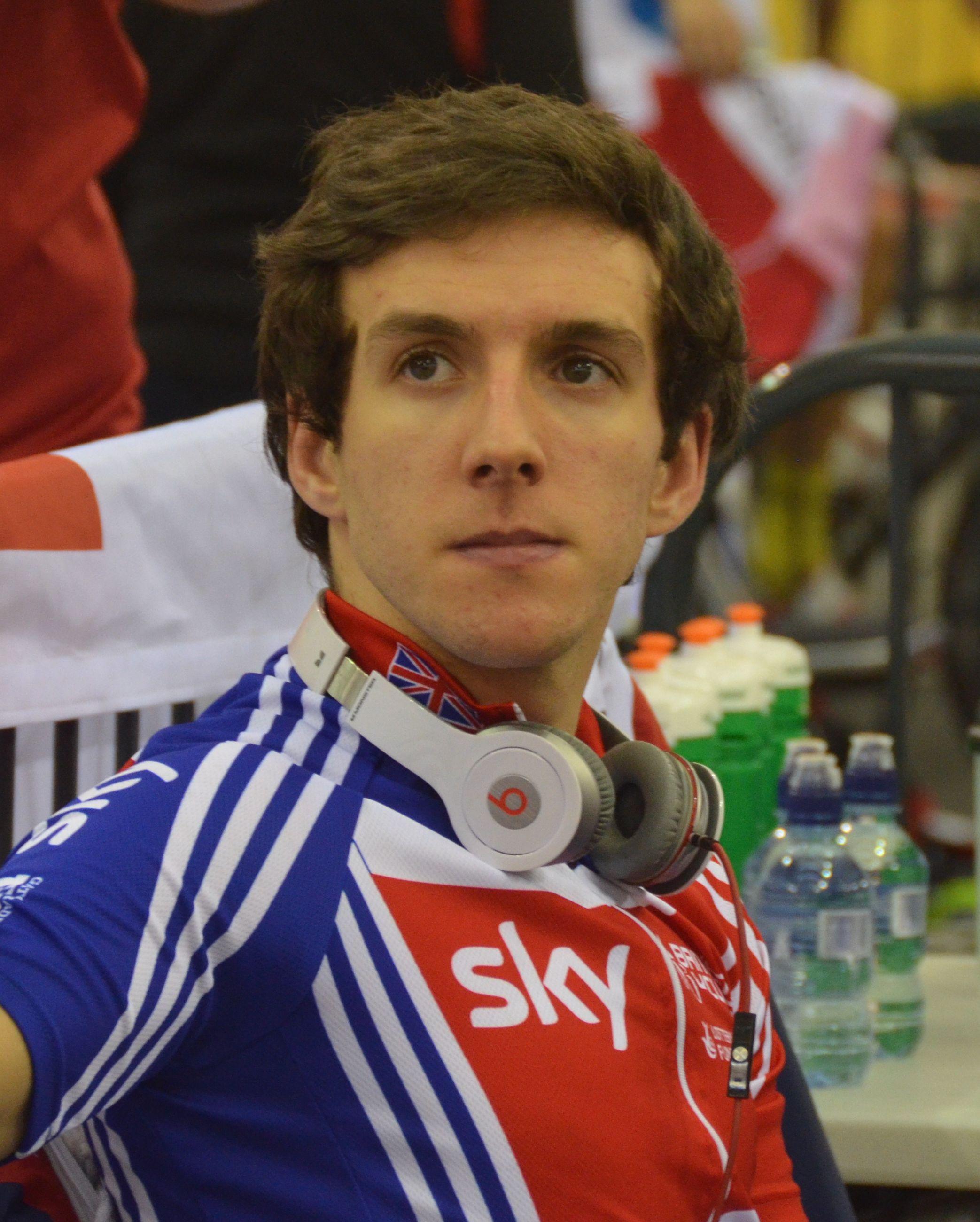
Simon Yates

### UCI World Tour
Le barème des points du classement World Tour sur ce Tour de France est le suivant :
| Position                   | 1er  | 2e  | 3e  | 4e  | 5e  | 6e  | 7e  | 8e  | 9e  | 10e | 11e | 12e | 13e | 14e | 15e | 16e | 17e | 18e | 19e | 20e | 21e à 25e | 26e à 30e | 31e à 40e | 41e à 50e | 51e à 55e | 56e à 60e |
| -------------------------- | ---- | --- | --- | --- | --- | --- | --- | --- | --- | --- | --- | --- | --- | --- | --- | --- | --- | --- | --- | --- | --------- | --------- | --------- | --------- | --------- | --------- |
| Classement général         | 1000 | 800 | 675 | 575 | 475 | 400 | 325 | 275 | 225 | 175 | 150 | 125 | 105 | 85  | 75  | 70  | 65  | 60  | 55  | 50  | 40        | 30        | 25        | 20        | 15        | 10        |
| Par étapes                 | 120  | 50  | 25  | 15  | 5   |     |     |     |     |     |     |     |     |     |     |     |     |     |     |     |           |           |           |           |           |           |
| Classements finals annexes | 120  | 50  | 25  |     |     |     |     |     |     |     |     |     |     |     |     |     |     |     |     |     |           |           |           |           |           |           |
| Leader par étapes          | 25   |     |     |     |     |     |     |     |     |     |     |     |     |     |     |     |     |     |     |     |           |           |           |           |           |           |

| # | Coureur            | Équipe            | Points |
| - | ------------------ | ----------------- | ------ |
| 1 | Christopher Froome | Sky               | 1440   |
| 2 | Rigoberto Urán     | Cannondale-Drapac | 1025   |
| 3 | Romain Bardet      | AG2R La Mondiale  | 855    |
| 4 | Fabio Aru          | Astana            | 675    |
| 5 | Mikel Landa        | Sky               | 605    |
| 6 | Marcel Kittel      | Quick-Step Floors | 600    |
| 7 | Warren Barguil     | Sunweb            | 595    |
| 8 | Daniel Martin      | Quick-Step Floors | 475    |
| 9 | Michael Matthews   | Sunweb            | 450    |
| - | Simon Yates        | Orica-Scott       | 450    |

| Suite du classement (11-71) | Suite du classement (11-71) | Suite du classement (11-71) | Suite du classement (11-71) |
| --------------------------- | --------------------------- | --------------------------- | --------------------------- |
| #                           | Coureur                     | Équipe                      | Points                      |
| 11                          | Louis Meintjes              | UAE Emirates                | 330                         |
| 12                          | Edvald Boasson Hagen        | Dimension Data              | 320                         |
| 13                          | Alberto Contador            | Trek-Segafredo              | 250                         |
| 14                          | Geraint Thomas              | Sky                         | 220                         |
| -                           | Arnaud Démare               | FDJ                         | 220                         |
| 16                          | Primož Roglič               | Lotto NL-Jumbo              | 210                         |
| 17                          | Dylan Groenewegen           | Lotto NL-Jumbo              | 200                         |
| -                           | Bauke Mollema               | Trek-Segafredo              | 185                         |
| 19                          | André Greipel               | Lotto-Soudal                | 175                         |
| -                           | Nairo Quintana              | Movistar                    | 175                         |
| 21                          | Damiano Caruso              | BMC Racing                  | 150                         |
| 22                          | Peter Sagan                 | Bora-Hansgrohe              | 120                         |
| -                           | Maciej Bodnar               | Bora-Hansgrohe              | 120                         |
| 24                          | Alexis Vuillermoz           | AG2R La Mondiale            | 105                         |
| 25                          | Emanuel Buchmann            | Bora-Hansgrohe              | 100                         |
| 26                          | Alexander Kristoff          | Katusha-Alpecin             | 90                          |
| -                           | Greg Van Avermaet           | BMC Racing                  | 90                          |
| 28                          | Mikel Nieve                 | Sky                         | 85                          |
| 29                          | John Degenkolb              | Trek-Segafredo              | 80                          |
| 30                          | Diego Ulissi                | UAE Emirates                | 75                          |
| 31                          | Darwin Atapuma              | UAE Emirates                | 70                          |
| 32                          | Tony Gallopin               | Lotto-Soudal                | 65                          |
| 33                          | Carlos Betancur             | Movistar                    | 60                          |
| -                           | Michał Kwiatkowski          | Sky                         | 60                          |
| 35                          | Serge Pauwels               | Dimension Data              | 55                          |
| 36                          | Stefan Küng                 | BMC Racing                  | 50                          |
| -                           | Robert Gesink               | Lotto NL-Jumbo              | 50                          |
| -                           | Nikias Arndt                | Sunweb                      | 50                          |
| -                           | Tiesj Benoot                | Lotto-Soudal                | 50                          |
| 40                          | Thomas De Gendt             | Lotto-Soudal                | 45                          |
| 41                          | Jan Bakelants               | AG2R La Mondiale            | 40                          |
| -                           | Roman Kreuziger             | Orica-Scott                 | 40                          |
| -                           | Nicolas Roche               | BMC Racing                  | 40                          |
| 44                          | Jens Keukeleire             | Orica-Scott                 | 35                          |
| 45                          | Tony Martin                 | Katusha-Alpecin             | 30                          |
| -                           | Sergio Henao                | Sky                         | 30                          |
| -                           | Pierre Latour               | AG2R La Mondiale            | 30                          |
| -                           | Mathias Frank               | AG2R La Mondiale            | 30                          |
| 49                          | Vasil Kiryienka             | Sky                         | 25                          |
| -                           | Robert Kišerlovski          | Katusha-Alpecin             | 25                          |
| -                           | Amaël Moinard               | BMC Racing                  | 25                          |
| -                           | Rudy Molard                 | FDJ                         | 25                          |
| -                           | Ben Gastauer                | AG2R La Mondiale            | 25                          |
| 54                          | Nathan Brown                | Cannondale-Drapac           | 20                          |
| -                           | Andrey Zeits                | Astana                      | 20                          |
| -                           | Janez Brajkovič             | Bahrain-Merida              | 20                          |
| -                           | Jarlinson Pantano           | Trek-Segafredo              | 20                          |
| -                           | Daryl Impey                 | Orica-Scott                 | 20                          |
| -                           | Cyril Gautier               | AG2R La Mondiale            | 20                          |
| -                           | Andrew Talansky             | Cannondale-Drapac           | 20                          |
| -                           | Kristijan Đurasek           | UAE Emirates                | 20                          |
| 62                          | Mark Cavendish              | Dimension Data              | 15                          |
| -                           | Richie Porte                | BMC Racing                  | 15                          |
| -                           | Rüdiger Selig               | Bora-Hansgrohe              | 15                          |
| -                           | Philippe Gilbert            | Quick-Step Floors           | 15                          |
| -                           | Daniele Bennati             | Movistar                    | 15                          |
| -                           | Haimar Zubeldia             | Trek-Segafredo              | 15                          |
| -                           | Gianluca Brambilla          | Quick-Step Floors           | 15                          |
| -                           | Pierre Rolland              | Cannondale-Drapac           | 15                          |
| 70                          | Jonathan Castroviejo        | Movistar                    | 10                          |
| 71                          | Matteo Trentin              | Quick-Step Floors           | 5                           |
| -                           | Alberto Bettiol             | Cannondale-Drapac           | 5                           |
| -                           | Roman Kreuziger             | Orica-Scott                 | 5                           |
| -                           | Jay McCarthy                | Bora-Hansgrohe              | 5                           |
| -                           | Daryl Impey                 | Orica-Scott                 | 5                           |

## Bilan

### Bilan sportif
Christopher Froome remporte son quatrième Tour de France. Au palmarès de la « grande boucle », il est le seul coureur avec ce total, derrière les quatre détenteurs du record de cinq victoires : Jacques Anquetil, Eddy Merckx, Bernard Hinault et Miguel Indurain. Il s'est vu remettre le maillot jaune à 59 reprises en cinq ans. Il passe ainsi devant Anquetil (50 maillots jaunes) et n'est plus devancé que par Merckx, Hinault et Indurain,.
Cette victoire a été plus difficile que les précédentes, ce qu'illustrent des écarts plus faibles au classement général que lors de ses trois autres succès, l'absence de victoire d'étape, et la perte provisoire du maillot au profit d'un rival, Fabio Aru,. Alors qu'en 2013 et 2015 il s'était imposé grâce à ses performances en montagne, « dynamitant » la course, puis en 2016 en attaquant sur d'autres terrains,, il doit son succès cette année à sa gestion de la course, son équipe, à sa supériorité en contre-la-montre,, alors qu'il a été « légèrement dominé en montagne » par ses adversaires et a donné à voir une « zigzagante impuissance dans la montée vers l'altiport de Peyragudes ». Il aurait pu perdre le Tour de France à plusieurs occasions, notamment dans le col de Peyresourde, où il est victime d'une fringale que ne remarquent pas ses adversaires, ou dans le col de Peyra Taillade, où il est retardé par un problème mécanique en début d'ascension,.
L'équipe Sky a été un élément clé de cette victoire. « Intelligente, puissante, clinique », qualifiée de « rouleau-compresseur », elle n'a pas semblé souffrir de l'abandon d'un équipier important, Geraint Thomas, lors de la neuvième étape. Discrète en plaine, où l'essentiel du travail en tête de peloton était réalisé par les équipes de sprinter, elle a impressionné en montagne, contrôlant parfaitement la course,. Deux de ces coureurs se sont particulièrement illustrés : Michał Kwiatkowski par ses longs relais en montagne, et Mikel Landa, qui a semblé pouvoir surpasser Froome sur ce terrain, rappelant Froome au service de Wiggins en 2012.
La « toute-puissance » de ce « train » Sky, efficace pour empêcher les attaques des adversaires, n'est pas du goût de tous,. Il lui est notamment reproché de nuire au spectacle. Ce constat, déjà dressé en 2016, avait conduit les organisateurs du Tour à adapter leur parcours, afin de rendre celui-ci plus propices aux attaques, avec moins d'arrivées au sommet et davantage d'étapes de moyenne montagne, et à réclamer que les grands tours soient disputés par équipes de huit coureurs et non plus neuf, ce qui sera le cas en 2018.
Mikel Landa, équipier de Froome, échoue à prendre la troisième place du podium à Romain Bardet pour une seconde. S'il aurait pu tenter de la reprendre lors de la dernière étape, cette possibilité est exclue par son leader Christopher Froome et son directeur sportif Nicolas Portal. Déçu par ce résultat,, un départ de la Sky à l'issue de la saison 2017 semble donc probable, l'équipe Movistar étant une sérieuse possibilité pour lui.

### Médiatisation et diffusion de l'épreuve
Pour la première fois, l'épreuve est retransmise en intégralité à la télévision française, toujours sur le service public (France Télévisions),.

### Polémiques
Plusieurs polémiques ont émaillé les trois semaines de course :
- L'absence de protections dans les virages lors de la première étape contre-la-montre dans les rues de Düsseldorf a été pointée du doigt par le directeur sportif de Movistar, Eusebio Unzué, en ayant notamment entraîné les abandons d'Alejandro Valverde et Ion Izagirre qui ont glissé sur une chaussée détrempée : « Si les organisateurs avaient mis une protection, qui ne coûte rien, ça aurait évité les blessures si grave d'Alejandro et de Ion »[56].
- L'utilisation par l'équipe Sky, durant ce contre-la-montre inaugural, de bandes textiles sur le maillot appelées « Vortex », dont les équipes BMC et FDJ dénoncent l'illégalité, tandis que Nicolas Portal, directeur sportif de Sky dément toute tentative de triche[57]. L'équipe est autorisée à le réutiliser pour le contre-la-montre de Marseille (avant-dernière étape), sauf Christopher Froome, qui lui doit porter la combinaison jaune officielle[58].
- L'exclusion de Peter Sagan à la suite de la chute de Mark Cavendish lors du sprint de Vittel à l'arrivée de la quatrième étape a provoqué plusieurs jours de polémiques. Prise en deux temps (pénalité de temps puis exclusion une heure plus tard), elle sanctionne un « coup de coude » qui pour certains observateurs semblait avant tout une manière pour Peter Sagan de se maintenir en selle alors que Cavendish tentait de passer dans un espace insuffisant entre Sagan et les barrières le long de la route[59]. Le champion du Monde a finalement accepté la décision mais son équipe Bora-Hansgrohe a d'abord protesté formellement avant de déposer un recours en référé devant le TAS afin de faire réintégrer son coureur dans la course[60]. Les deux sprinteurs s'expliquent finalement et déclarent avoir hâte de recourir l'un contre l'autre[61].
- Le sprinteur français Nacer Bouhanni a été impliqué dans plusieurs accrochages au cours de la première semaine de course, d'abord avec Arnaud Démare et son coéquipier Jacopo Guarnieri[62], puis lors de la dixième étape pour une altercation avec Jack Bauer, à 7 kilomètres de l'arrivée à Bergerac. Les seules images disponibles de l'incident, prises par hélicoptère, ne permettent de voir que la fin de l'action : geste d'agressivité du coureur de la Cofidis envers Jack Bauer, qui se trouve sanctionné d'une amende de 200 francs suisses et d'une minute de pénalité. Bouhanni se plaint de n'être selon lui jamais jugé à l'égal de ses confrères cyclistes, et regrette qu'on oublie dans cette affaire la part prise par Bauer dans l'incident[56].
- Les pénalités pour ravitaillement illégal dans les 20 derniers kilomètres de la douzième étape vers Peyragudes, infligées dans un premier temps à Rigoberto Urán et George Bennett, sanctionnés de 20 secondes de pénalité au classement général, ont notamment été jugées injustes par Jonathan Vaughters, le directeur général de Cannondale-Drapac. Alors que la chaleur rendait l'ascension difficile pour les coureurs, il fustigeait l'iniquité de la sanction car Romain Bardet n'a quant à lui pas été sanctionné, lui qui a pris une bouteille des mains d'un spectateur. Les commissaires ont finalement décidé d'annuler la sanction au matin de l'étape suivante[56].
- Christopher Froome a quant à lui subi des sifflets appuyés de la part de certains spectateurs lors de l'ascension du col de Peyra Taillade, dans le final de la quinzième étape menant le peloton au Puy-en-Velay en traversant le fief de Romain Bardet. Mais le futur vainqueur du Tour 2017, aussi chahuté au départ et à l'arrivée de l'avant-dernière étape au Stade Vélodrome de Marseille, « n'en veut pas au public français », qui l'a d'ailleurs acclamé sur le podium après le contre-la-montre qui l'a sacré en défaveur d'Urán et de Bardet[63].